# Cornelis Bloemaert den äldre

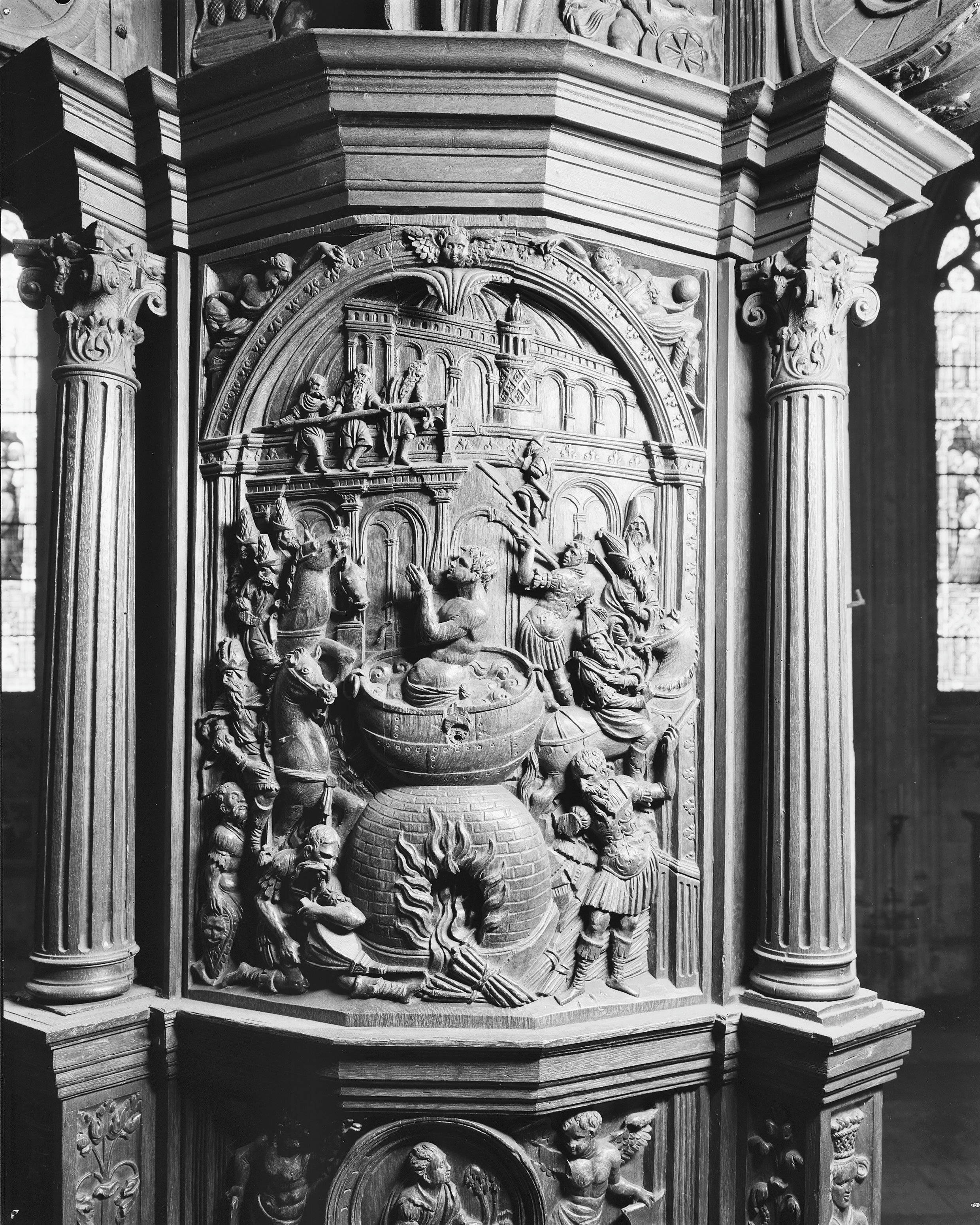
Evangelisten Johannes i kokande olja på predikstolen i Sanktjanskatedralen i 's-Hertogenbosch

Cornelis Bloemaert, född 1525 och död på 1590-talet, var en nederländsk arkitekt och bildhuggare. Han var far till konstnären Abraham Bloemaert.
Cornelis Bloemert är särskilt känd för den med reliefer rikt prydda predikstolen i Sanktjanskatedralen i 's-Hertogenbosch.